# Antonio Gallardo Sánchez
Antonio Gallardo Sánchez (f. 1989) fue un periodista español.

## Biografía
Oriundo de Málaga, trabajó en medios pertenecientes a la cadena de Prensa del "Movimiento". En la capital malagueña fue director del diario vespertino La Tarde. Posteriormente dirigiría el diario Odiel de Huelva, entre 1963 y 1979. Durante su etapa al frente de Odiel también fue presidente de la Asociación de la Prensa de Huelva. También fue colaborador en Málaga del diario deportivo As. Falleció en Málaga a finales de 1989. Su hermano Francisco también fue periodista, siendo redactor de La Vanguardia en Madrid.